# Trần Ngọc Yến
Trần Ngọc Yến (sinh ngày 10 tháng 7 năm 1944) là một sĩ quan cao cấp của Quân đội nhân dân Việt Nam, hàm Thiếu tướng, nguyên Phó Tư lệnh Quân khu 5, Ủy viên Ủy ban Quốc phòng và An ninh của Quốc hội, Đại biểu Quốc hội Việt Nam khóa 10 thuộc đoàn đại biểu Đà Nẵng.

## Tiểu sử
Trần Ngọc Yến sinh ngày 10 tháng 7 năm 1944 tại xã Tam Giang, huyện Núi Thành, tỉnh Quảng Nam. Ông nhập ngũ từ tháng 12 năm 1964, đến tháng 11 năm 1966 thì được kết nạp vào Đảng Cộng sản Việt Nam, từng là thành viên của Trung đoàn Ba Gia (thuộc Sư đoàn 2, Quân khu 5), Sư đoàn trưởng Sư đoàn 307. Năm 1986, ông được phân công đến Stung Treng làm chuyên gia cho Đại tướng Huot ChHieng, lúc bấy giờ là Phó tư lệnh Lục quân Quân đội Hoàng gia kiêm Tư lệnh Quân khu 1 Campuchia. Sau khi kết thúc nhiệm vụ ở Campuchia và về nước, ông được thăng hàm Thiếu tướng vào năm 1992 và đến tháng 7 năm 1995 thì được bổ nhiệm làm Phó Tư lệnh Quân khu 5. Năm 1997, ông trúng cử Đại biểu Quốc hội khóa 10.